# Petite-Bourgogne

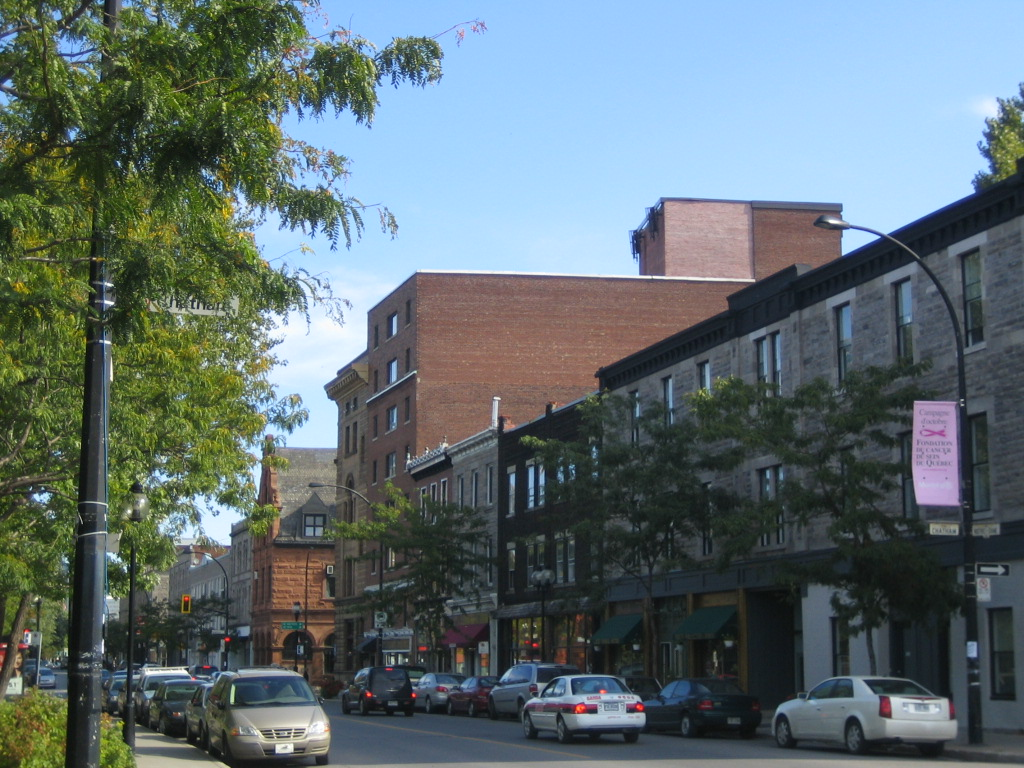
Oeste da rua Notre-Dame.

Little Burgundy (em francês:  La Petite-Bourgogne) é um bairro existente na cidade de Montreal, Quebec, Canada.
Possui 10,046 habitantes.

## References
1. ↑  "Fiche de secteur: Place Richmond." Grand répertoire du patrimoine bâti de Montréal. Accessed July 4, 2011.
2. ↑  High, Steven (2017). «Little Burgundy: The Interwoven Histories of Race, Residence, and Work in Twentieth-Century Montreal». Urban History Review / Revue d'histoire urbaine (em inglês). 46 (1): 23–44. ISSN 0703-0428. doi:10.7202/1059112ar
3. ↑  2011 Canadian census tracts 4620067, 4620068, 4620077 and 4620078